# 聖若昂-達馬德拉
聖若昂-達馬德拉（葡萄牙語：São João da Madeira）是葡萄牙的一座城市。位於葡萄牙的北部，在行政區劃上屬葡萄牙。聖若昂-達馬德拉的面積8.11平方公里，2011年，有人口21,685人。是波多大都會區的一部分。